# Banda do Mar
Pour les articles homonymes, voir Los Hermanos.
Banda do Mar est un groupe portugais / brésilien formé en 2013 par Marcelo Camelo (chant / guitare), sa femme Mallu Magalhães (chant / guitare) et Fred Ferreira (batterie). Le groupe a été annoncé en mai 2014 et leur premier album album éponyme est sorti en août 2014. Depuis lors, ils sont en tournée à l'appui du dossier. Le nom de la bande est le portugais pour "bande de la mer".

## Histoire
Les carrières du couple Mallu et Camelo se sont rencontrés à plusieurs autres fois depuis le début de leur relation, qui a été annoncé en 2008. Ce rencontre a commencé avec une participation de Mallu dans le premier album solo de Camelo, Sou aussi de 2008. Dans ce record, le duo a conclu un partenariat dans la chanson "dîner", nommée par le magazine Rolling Stone le Brésil comme la meilleure chanson nationale de l'année. La même chose est arrivée dans le deuxième album solo de Camelo, Toque Dela, de 2011. 
La partie de Camelo dans le travail de Mallu était encore plus latente, en particulier dans son troisième album, Pitanga, produit par le musicien de Los Hermanos et également publié en 2011. Fred a travaillé sur le dernier disque de Wado, Vide tropicale dont la production est de Camelo ,, un musicien connu principalement pour être membre portugais: Ear Noir, Buraka Som Sistema et 5-30.
Le 18 octobre 2014 ont été interrogés dans un programme local de Rio Grande do Sul, l'Patrola. Ils ont parlé de la nouvelle bande, leur style de musique, costumes, et aussi sur la bande de jour en jour, les membres se concentrent sur le couple et Marcelo Mallu.
Le premier album de la bande, a remporté un pressage vinyle bleu par le magazine NOIZE (premier service disques vinyle de souscription en Amérique latine, et le deuxième producteur de vinyle derrière le Brésil ne Polysom), avec vinyle, reçoit client un magazine qui parle le premier album.

## Discographie
- Banda do Mar - 2014